# باکلان کروزت
باکلان کروزت (نام علمی: Leucocarbo melanogenis)، که همچنین به عنوان باکلان جورجیای جنوبی شناخته می‌شود، باکلان دریایی بومی جزایر کروزت، پرنس ادوارد و ماریون در اقیانوس اطلس جنوبی است.